# Lorca (album Tima Buckleya)
Lorca – piąty album studyjny amerykańskiego muzyka i wokalisty Tima Buckleya, wydany w 1970 roku nakładem Elektra Records.

## Lista utworów
Opracowano na podstawie materiału źródłowego.
LP:
Strona A
| Nr | Tytuł utworu            | Słowa   | Muzyka  | Długość |
| -- | ----------------------- | ------- | ------- | ------- |
| 1. | „Lorca”                 | Buckley | Buckley | 9:53    |
| 2. | „Anonymous Proposition” | Buckley | Buckley | 7:43    |
|    |                         |         |         | 17:36   |

Strona B
| Nr | Tytuł utworu                 | Słowa   | Muzyka  | Długość |
| -- | ---------------------------- | ------- | ------- | ------- |
| 1. | „I Had a Talk with My Woman” | Buckley | Buckley | 5:55    |
| 2. | „Driftin’”                   | Buckley | Buckley | 8:10    |
| 3. | „Nobody Walkin’”             | Buckley | Buckley | 7:30    |
|    |                              |         |         | 21:35   |

## Twórcy
Opracowano na podstawie materiału źródłowego.
Muzycy:
- Tim Buckley – gitara dwunastostrunowa, śpiew
- John Balkin – gitara basowa bezprogowa, gitara basowa, organy
- Carter C.C. Collins – kongi
- Lee Underwood – gitara elektryczna, pianino elektryczne

Produkcja:
- Dick Kunc – produkcja muzyczna, inżynieria dźwięku
- Herb Cohen – produkcja wykonawcza